# Siegfried Hähnel (General)
Siegfried Hähnel (* 9. Juni 1934 in Chemnitz; † 26. August 2010 in Berlin) war im Ministerium für Staatssicherheit der DDR (MfS) Leiter der Bezirksverwaltung (BV) Berlin. Zuletzt war er Generalmajor.

## Leben
Hähnel war Sohn eines Drehers. Das MfS warb ihn 1952 nach dem abgebrochenen Besuch einer Oberschule als hauptamtlichen Mitarbeiter an. Er trat im gleichen Jahr der SED bei. Das MfS beschäftigte Hähnel zunächst in der Abteilung VIII (Festnahmen) der Bezirksverwaltung Chemnitz. Nach einem Lehrgang an der Schule des MfS (spätere Juristischen Hochschule, JHS) in Potsdam-Eiche wurde er der Hauptabteilung IX zugeteilt, der Untersuchungsabteilung des MfS in der zentralen Untersuchungshaftanstalt in Ost-Berlin. Während dieser Tätigkeit absolvierte Hähnel ein Fernstudium der Kriminalistik an der Fachschule des Ministeriums des Innern in Aschersleben. 1962 wurde er Leiter der Abteilung IX der für Berlin zuständigen Verwaltung für Staatssicherheit Groß-Berlin, die ihren Sitz an der Untersuchungshaftanstalt des MfS in der Kissingenstraße in Berlin-Pankow hatte. Hähnel begann ein weiteres Fernstudium der Kriminalistik an der Humboldt-Universität zu Berlin, das er 1966 als Diplom-Kriminalist abschloss. 1974 wurde er Stellvertreter Operativ des Leiters der Verwaltung für Staatssicherheit Groß-Berlin. 1980 promovierte er zum Dr. jur. an der JHS. Seit 1986 leitete er als Nachfolger von Wolfgang Schwanitz die Bezirksverwaltung Berlin des MfS, ab 1987 als Generalmajor. Die im Rahmen der Wende und friedliche Revolution in der DDR gebildete Regierung Modrow entband Hähnel im Dezember 1989 von seiner Funktion und entließ ihn zwei Monate später.
Nach der Wende war er laut dem Historiker Sven Felix Kellerhoff an der Herausgabe mehrerer Bücher im Verlag Edition Ost beteiligt.

## Einzelnachweis
1. ↑  Johannes Beleites: Abteilung XIV: Haftvollzug (MfS-Handbuch). BStU, Berlin 2009, S. 26, 58; dort auch Erläuterungen zur Verwaltung Groß-Berlin.

| Personendaten    | Personendaten                                                                           |
| ---------------- | --------------------------------------------------------------------------------------- |
| NAME             | Hähnel, Siegfried                                                                       |
| KURZBESCHREIBUNG | deutscher Leiter der Bezirksverwaltung Berlin im Ministerium für Staatssicherheit (MfS) |
| GEBURTSDATUM     | 9. Juni 1934                                                                            |
| GEBURTSORT       | Chemnitz                                                                                |
| STERBEDATUM      | 26. August 2010                                                                         |
| STERBEORT        | Berlin                                                                                  |